# 薩克森-科堡-哥達的胡貝圖斯
薩克森-科堡-哥達的胡貝圖斯（德語：Hubertus von Sachsen-Coburg und Gotha，1909年8月24日—1943年11月26日），德國貴族，卡爾·愛德華的次子，母親是維多利亞·阿德萊德。
在父親的影響下，胡貝圖斯於1939年加入了納粹黨，儘管他本人對於阿道夫·希特勒非常反感。二戰爆發後，胡貝圖斯加入空軍，1943年於大莫斯季遭到蘇聯空軍擊落戰死。